# 희진 (1995년)
희진(본명: 송희진, 1995년 8월 19일 ~ )은 대한민국의 가수이다.

## 학력
- 서울예술대학교 실용음악과

## 음반

### 싱글
- "기억속의 먼 그대에게" (2013)
- "여긴 서울" (2014)
- "그렇고 그런 사이" (2015)
- "너에게 닿기까지" (2015)

### OST
- 2017 "이번 생은 처음이라" OST - Shelter(Feat. 이요한(OFA))